# سن لورنزو ایسونتینو
سن لورنزو ایسونتینو (به ایتالیایی: San Lorenzo Isontino) یک کومونه در ایتالیا است که در استان گوریتزیا واقع شده‌است.

## خصوصیات
سن لورنزو ایسونتینو ۴٫۴ کیلومترمربع مساحت و ۱٬۴۵۴ نفر جمعیت دارد و ۵۴ متر بالاتر از سطح دریا واقع شده‌است.

## خواهرخوانده
شهر Pottendorf خواهرخواندهٔ سن لورنزو ایسونتینو هست.